# Termolitobàcter
Thermolithobacteria és una classe de bacils Gram-positius dins del phylum Firmicutes. Les espècies d'aquesta classe son termòfiles litotròfiques. Varen ser descobertes a partir d'un aïllament provenient de sediment dins estrats de calcita del Parc Nacional de Yellowstone. La cepa JW/KA-2(T) de l'espècie Thermolithobacter ferrireducens pot oxidar gas d'hidrogen a aigua i reduir òxid fèrric a magnetita.
La cepa R1(T) de Thermolithobacter carboxydivorans 
(T) és hidrogènica i pot oxidar monòxid de carboni.